# CLIMAF
Međunarodni centar za zajedničko djelovanje ženskog slobodnog zidarstva (fra. Centre de Liaison International de la Maçonnerie Féminine, engl. International Liaison Centre of Women’s Freemasonry), skraćeno CLIMAF, je međunarodna i nevladina organizacija koja okuplja isključivo ženske slobodnozidarske velike lože u Europi i Africi.

## Povijest
CLIMAF je osnovan 1982. godine kako bi se ojačala suradnja između Velike ženske lože Francuske i Velike ženske lože Belgije. Ubrzo nakon u ovaj savez se uključuje Velika ženska masonska loža Italije (tada pod nazivom Velika tradicionalna ženska loža Italije).
Poslije toga uključuju se i druge ženske velike lože. Velika ženska loža Švicarske pristupa 1987. godine. Velika ženska loža Španjolske se priključuje 2006. godine, a naredne godine i Velika ženska loža Turske.
U ožujku 2022. godine potpisana je deklaracija o suradnji ženskih međunarodnih slobodnozidarskih saveza CLIMAF-a i Američke federacije ženskog slobodnog zidarstva (FAMAF).

## Ustroj

### Članstvo
U lipnju 2025. godine 11 velikih loža iz Europe i Afrike su članice ovog saveza:
- Velika ženska loža Belgije
- Velika ženska loža Bugarske
- Velika ženska loža Francuske
- Velika ženska masonska loža Italije
- Velika ženska loža Kameruna
- Velika ženska loža Njemačke
- Velika ženska loža Portugala
- Velika tradicionalna ženska loža "Pontus Euxinus"
- Velika ženska loža Španjolske
- Velika ženska loža Švicarske
- Velika ženska loža Turske

U statusu promatrača:
- Velika ženska loža Benina
- Velika ženska loža Srbije

### Vodstvo
CLIMAF vodi predsjednica koji se bira na trogodišnje razdoblje. Dosadašnje predsjednice su:
- Maria Belo  (2008. – ?.)
- Kris Dejonckheere (2017. – 2022.)
- Marie-Claude Kervella-Boux (2022. – 2025.)
- Mar Sánchez Bergua (od 2025.)[4]

## Vanjske poveznice
- Službena stranica